# Bringing It All Back Home
Bringing It All Back Home is het vijfde studioalbum van Bob Dylan. Het werd uitgebracht op 22 maart 1965. Markeerde Dylans vorige album Another Side of Bob Dylan zijn breuk met de protestbeweging, Bringing It All Back Home markeerde zijn overgang naar de rockmuziek. Het jaar 1964 was het jaar van de Britse popinvasie, waarin Britse bands de Amerikaanse hitlijsten overspoelden. Toen Dylan de versie hoorde van "The House of the Rising Sun" door The Animals - met de orgelpartij van Alan Price - , een nummer dat hijzelf in een arrangement van Dave Van Ronk opgenomen had voor zijn debuutalbum, besefte hij dat hij een andere muzikale aanpak moest kiezen. Daarnaast wilde hij aangeven dat de muziek van de Britse popgroepen geworteld was in de rock en rhythm-and-bluesmuziek van zijn jeugd.

## Songwriting
Dylan schreef de meeste nummers voor het album in 1964 tijdens een verblijf in het huis van zijn manager Albert Grossman in het gehucht Bearsville in Woodstock in de staat New York. "Mr. Tambourine Man" en "Gates of Eden" waren eerder geschreven. Ook de hoesfoto van het album is daar genomen. De vrouw in de rode kleding op de foto is Sally Grossman, de vrouw van Dylans manager, de kat, die Dylan vasthoudt, is volgens Bob Dylan Compleet Dylans kat Rolling Stone, volgens Down the Highway de huiskat van de Grossmans. Op de grond liggen lp's van Robert Johnson en Lotte Lenya met de muziek van Kurt Weil/Bertold Brecht, die Dylans song hebben beïnvloed. De foto is gemaakt door Daniel Kramer in de huiskamer van de Grossmans. De teksten van de nummers zijn anders dan op zijn voorafgaand werk. De vertalers van Dylans liedteksten Bindervoet en Henkes onderscheiden 8 fases in Dylans oevre en moemen hem op Bringing It All Back Home de  surrealistische elektricien. Als muzikale invloed is Chuck Berry belangrijk geweest, "Subterranean Homesick Blues" en "Maggie's Farm" doen enigszins denken aan zijn "Too Much Monkey Business"

## De opnames
Het album werd in drie dagen op 13, 14 en 15 januari 1965 opgenomen in de studio A van de Columbia Recording Studios in de stad New York. Op 13 januari maakten Dylan en producer Tom Wilson een aantal proefopnames met John Sebastian op bas. Op 14 januari werden de meeste opnames met electrische begeleiding gemaakt, op 15 januari volgden nog een viertal akoestische songs. Dylan gebruikte naast zijn vertrouwde Gibson een Fender Stratocaster. De musici die meespeelden waren op 14 januari de gitaristen Al Gorgoni, Kenny Rankin en Bruce Langhorne, pianist Paul Griffin, basspelers Joseph Macho Jr. en William E. Lee en drummer Bobby Gregg. Op 15 januari vrijwel dezelfde spelers maar met Frank Owens op piano.

## De nummers
- "Subterranean Homesick Blues" (2:20) - een uptempo blues in 4 coupletten en Dylans eerste hit in de Billboard 100.
- "She Belongs to Me" (2:50) - een 12-maten blues over een (of meerdere) Dylans geliefdes.
- "Maggie's Farm" (3:51) - een protestsong tegen de protestbeweging, maar ook een protest tegen uitbuiting, vormgegeven door Maggie en haar familie.
- "Love Minus Zero/No Limit" (2:53) - een liefdesliedje met surrealistische beelden.
- "Outlaw Blues" (3:05) - blues over een vluchteling, die zich Jesse James voelt. De mondharmoica is via een overdub toegeveogd.
- "On the Road Again" (2:35) - een nummer vol surrealistische beelden.
- "Bob Dylan's 115th Dream" (6:32) - Dylans droom als ontdekker van Amerika, een lang nummer met verwijzinging naar de Mayflower, Christoffel Columbus en Mobey Dick.
- "Mr. Tambourine Man" (5:29) - een akoestische versie van Dylan met begeleiding van Bruce Langhorn op elektrische gitaar.
- "Gates of Eden" (5:40) - een akoestisch opgenomen surrealistisch nummer.
- "It's Alright, Ma (I'm Only Bleeding)" (7:29) - een akoestische opname van een protestlied zoals uit Dylans begindagen.
- "It's All Over Now, Baby Blue" (4:12) - een akoestische jammerklacht over de pijn die een mens moet verdragen om kennis op te doen, geïnspireerd op het nummer "Baby Blue" van Gene Vincent.[6]

## De outtakes
- "Farewell, Angeline" (5:27) - geïnspireerd op de Schotse "Farewell to Tarwathie" en gegeven aan Joan Baez.
- "If You Gotta Go, Go Now" (2:54) - soms aangevuld met "(Or Else You Got to Stay All Night)" en vooral bekend in de versie van Manfred Mann.

In de versie van Dylan zijn beide outtakes uitgebracht in 1991 op The bootleg series volumes 1-3.

## Hitnoteringen

### Album
Het album bereikte nummer 6 op de Billboard 200 en nummer 1 op de UK Albums Chart.

### Singles en covers
In de VS werd "Subterranean Homesick Blues" uitgebracht als single. Met "She Belongs to Me" als B-kant bereikte de single een 39e plaats in de Billboard Top 100. In Nederland bereikte het nummer gekoppeld met "The times they are a-changin'" een 26e plaats in de Top 40. "Maggie's Farm" gekoppeld met "On the Road Again" bereikte een 22e plaats in de Billboard Top 100.
The Byrds hadden een nummer 1 hit in de Billboard Top 100 met "Mr Tambourine Man". "It's All Over Now, Baby Blue" werd gecoverd door Them, maar die cover bereikte alleen de Duitse hitlijsten. Een versie van The Byrds werd gebruikt als B-kant van hun single "Jesus Is Just Alright".

## Recensies
Het album werd door velen beschouwd als een van de belangrijkste in de rockgeschiedenis. In 1979 schreef Dave Marsh, criticus van de Rolling Stone Record Guide:
Door de Chuck Berry-beat van  The Rolling Stones en The Beatles te combineren met de linkse, folktraditie van de folkrevival, had Dylan deze echt terug naar huis gebracht en een nieuw soort rock & roll gecreëerd, die elke vorm van artistieke traditie beschikbaar maakte voor rock.
- MusicBrainz release group: 6cadda7c-fbd0-3b19-9546-56915e3305d8